# Annarita Zambrano
Annarita Zambrano (Roma, 1972) è una regista italiana.

## Biografia

### Origini e formazione
Nata a Roma, vive a Parigi. Si è laureata in Lettere Moderne presso la Sapienza di Roma (percorso Discipline dello Spettacolo).

### Carriera
In un primo tempo si è cimentata nei cortometraggi, che sono stati presentati in concorso a vari festival del cinema (Quinzaine des Réalisateurs, Mostra del cinema di Venezia, Berlinale).
Nel 2015 ha realizzato per Rai e Ciné+ L'anima del Gattopardo, documentario su Luchino Visconti e sulla sua eredità culturale.
Nel 2017 ha firmato il suo primo lungometraggio, Dopo la guerra, che è stato presentato nella sezione Un Certain Regard al Festival di Cannes. La pellicola è incentrata su un militante di estrema sinistra condannato per omicidio, che si rifugia in Francia.
Nel 2023 ha diretto un nuovo film, Rossosperanza, un teen horror movie, ammesso in concorso al 76º Film Festival di Locarno.

## Filmografia
- Tre ore - cortometraggio (2010)
- L'anima del Gattopardo (2015)
- Dopo la guerra (2017)
- Rossosperanza (2023)